# Anatolij Arkad'evič Blagonravov
Anatolij Arkad’evič Blagonravov (1º giugno 1895 – 4 febbraio 1975) è stato un ingegnere aerospaziale e diplomatico russo.
Ha rappresentato l'URSS alla Commissione delle Nazioni Unite sull'uso pacifico dello spazio extra-atmosferico (COPUOS). Ha lavorato a stretto contatto con Hugh Dryden, il suo omologo americano, per promuovere la cooperazione internazionale su progetti spaziali al culmine della Guerra Fredda.
Lo ricercatore adottò Cygan, uno dei cani usati durante il programma spaziale sovietico (il primo cane a compiere un volo sub-orbitale).